# Ulrika Emanuelsson
Anna Irené Ulrika Emanuelsson, född 29 september 1965 i Essunga församling, Skaraborgs län, är en svensk tonsättare, dirigent och sångare.

## Biografi
Ulrika Emanuelsson studerade 1987–1991 vid Musikhögskolan i Malmö med sångstudier för Evy Bråhammar och avslutade med en rytmikpedagogexamen. Det följdes av sångstudier i New York för Oren Brown och för Maria Therésa Uribe i Budapest. Mellan 2000 och 2007 studerade hon komposition vid Musikhögskolan i Malmö för Rolf Martinsson, Hans Gefors, Kent Olofsson, Björn-Tryggve Johansson samt Luca Francesconi och har efter masterexamen 2007 varit verksam som tonsättare med hemvist i Lund.
Hon är körsångare, aktiv i Petri Sångare, och är sedan 2003 dirigent för Carolinae Damkör i Lund. Hon har också varit verksam som kapellmästare, bland annat i Boelspexarna.
Hon är  prisbelönt för sina kompositioner, bland annat vid Sacred Music Festival i New York för verket Människa. Hon har skrivit kammarmusik, verk för orkester, solo, opera, oratorium, rekviem, film- och teatermusik men med en tyngdpunkt i körmusik i alla sättningar. Hon har även skrivit en stor mängd arrangemang för röster.
Emanuelsson erhöll Stims stipendium 2007 och invaldes i Föreningen svenska tonsättare 2008 och i dess styrelse våren 2016. Hon är även styrelsemedlem i Föreningen Sveriges körledare sedan 2016 samt representant för KVAST (Kvinnlig Anhopning av Svenska Tonsättare) i Skåne. Hon är initiativtagare till välgörenhetssatsningen Choir Aid, som 2015 - 2017 samlade ett stort antal skånska körer för en gemensam konsert i Lund till stöd för hjälpbehövande
. Hon mottog 2022 Madeleine Ugglas stipendium med följande motivering: "Ulrika Emanuelsson är tonsättare, kördirigent och sångare. Hon verkar i Skåne, där hon bland annat är föreståndare för Körcentrum Syd och dirigent för Carolinae Damkör. (...) Ulrika berör ofta existentiella frågor genom sin musik och var grundare till Choral Aid, där framstående körer i Skåne går samman för att hjälpa samhällets behövande. Ulrikas gärning är en stark inspiration för hela körsverige." 

## Verkförteckning (urval)
- Rösten ur mörkret sjunger för blandad kör a cappella till text av Göran Sonnevi (2000)
- Ttan allits för dubbel damkör och klockspel ad lib. (2004)
- Maparilj för blandad kör a cappella till text av Leif Nyhlén (2005)
- Stabat Mater dolorosa Quando corpus morietur för damkör a cappella (2005)
- Människa – Human Being för damkör a cappella till text av Dag Hammarskjöld och Lina Sandell (2006)
- Agnus Dei för blandad kör a cappella (2010)
- Crux fidelis för blandad kör a cappella (2010)
- telle ou telle – Dear Differences för 2 violiner och damkör till text av tonsättaren (2010)
- Väktarsång från Lund för dubbel damkör och sologrupp till traditionell text (2011)
- Där livet klingar ut för blandad kör med ackompanjemang till text av Dag Hammarskjöld (2013)
- Gryning för blandad kör a cappella till text av Anna Rydstedt (2013)
- Kore för blandad kör a cappella till text av Anna Rydstedt (2013)
- Vägen för blandad kör a cappella till text av Anna Rydstedt (2013)
- Spyflugan Alice – mitt i musiken! för berättare/sångare, barnkör och symfoniorkester (2013)
- Nyss var kärleken ett träd för blandad kör med sopranduett till text av Karl Vennberg (2014)
- Sånger för dem vi förlorat för damkör, sopran- och tenorsolo, recitation och symfoniorkester till text av Jacques Werup (2014)
- Vårmorgon för blandad kör a cappella (2014)
- Min tunga jublar för blandad kör a cappella (2014)
- En kraft inifrån för saxofonkvartett och sångkvartett (2015)
- Lunda laude gratuletur för S, Counter el alt, T, B till texter ur Breviarium Lundense 1517 samt lappar funna under Domkyrkans kortstolar (2016)
- Gravity of Life – Opera (2016)
- Längre in för blandad kör a cappella till text av Tomas Tranströmer (2021)
- Trädet ur Rustad, rak och pansarsluten svit för TTBB div. Text: Thomas Warburton (2022)
- Kärlek ur Rustad, rak och pansarsluten svit för TTBB div. Text: Ingela Strandberg (2022)
- Jag vill möta...ur Rustad, rak och pansarsluten svit för TTBB div. Text: Karin Boye (2022)
- Hållbart val  för SATB div. till text av Vocal Colors (2023)